# Strade statali in Italia (1-99)
- Alcune strade statali ricalcano il percorso di vie consolari romane: sono evidenziate in arancione pallido.

- Altre strade, invece, sono state dismesse dall'ANAS in periodi antecedenti al decreto legislativo n. 112 del 1998 (declassate o cedute a stati confinanti in seguito alla Seconda guerra mondiale): sono evidenziate in verde spento.

- Le strade che, attualmente, non fanno più parte dell'ANAS ma che sono gestite da regioni o province sono contrassegnate dalla dicitura ex davanti al simbolo; c'è però da tenere presente che, per quasi tutte le strade, l'attuale competenza ANAS è ridotta rispetto alla lunghezza originale dell'arteria stessa: le strade che sono in parte gestite dall'ANAS e in parte da altri enti non sono contrassegnate dalla scritta ex.

| Numerazione | Denominazione                                                                       | Lunghezza (km) | Percorso | Periodo              | Localizzazione                                                  |
| ----------- | ----------------------------------------------------------------------------------- | --- | --- | -------------------- | --------------------------------------------------------------- |
|             | Via Aurelia                                                                         | 71,350 | 1º tronco: Roma (fine centro abitato) - Civitavecchia - Svincolo di Civitavecchia Nord con l'A12 | 1928-                | Lazio, Toscana, Liguria                                         |
| 188,122     | Via Aurelia                                                                         | 2º tronco: Tarquinia - Variante di Grosseto - Svincolo con l'A12 in località Rosignano Marittimo (km 283+590) | | 1928-                | Lazio, Toscana, Liguria                                         |
| 410,100     | Via Aurelia                                                                         | 3º tronco: Svincolo con l'A12 in località Rosignano Marittimo (km 287+230) - Variante di Livorno - Pisa - La Spezia - Genova - Savona - Imperia - Ventimiglia - Confine di Stato con la Francia a Ponte San Luigi                    | | 1928-                | Lazio, Toscana, Liguria                                         |
|             | Variante di Varazze                                                                 | 1,163 | Innesto con la ex SS 542 presso il torrente Teiro - Innesto con la SS 1 (km 562+200) | 2011-                | Liguria                                                         |
|             | Variante di La Spezia                                                               | 6,150 | Innesto con la SS 1 in località San Benedetto (comune di Riccò del Golfo) - Svincolo di Felettino presso La Spezia | 2013-                | Liguria                                                         |
|             | dei Balzi Rossi                                                                     | 3,405 | Latte di Ventimiglia - Confine di Stato con la Francia a Ponte San Ludovico | 1989-                | Liguria                                                         |
|             | di Vado Ligure                                                                      | 2,836 | Innesto con la ex SS 1 - Svincolo Bossarino | 2013-                | Liguria                                                         |
|             | Raccordo di La Spezia                                                               | 0,720 | Svincolo di Castelletti con la SS 1 var/A presso La Spezia - Innesto a rotatoria con Via Fontevivo alla Spezia | 2014-                | Liguria                                                         |
|             | Via Aurelia                                                                         | 22,900 | Innesto con la SS 1 presso Tarquinia - Svincolo di Cinelli con la SS 675 | 1928-                | Lazio                                                           |
|             | Via Aurelia                                                                         | 4,617 | Innesto con la SS 1 in Antignano - Monte Burrone | 1941-1963            | Toscana                                                         |
|             | Via Cassia                                                                          | 202,820 | Roma (fine consegna al Comune) - Firenze Sud (Ponte Vecchio) | 1928-2002 2019-      | Lazio, Toscana                                                  |
|             | Via Cassia                                                                          | 0,630 | Innesto con la SS 2 - Monastero della Certosa del Galluzzo | 1965-2002            | Toscana                                                         |
|             | Via Cassia Veientana                                                                | 13,400 | Innesto A90 - Innesto SS 2 | 1991-2002 2019-      | Lazio                                                           |
|             | Via Flaminia                                                                        | 86,115 | 1º tronco: Roma (fine consegna al Comune) - Narni - Inizio centro abitato di Terni | 1928-                | Lazio, Umbria, Marche                                           |
| 89,000      | Via Flaminia                                                                        | 2º tronco: Bivio San Carlo con la SS 675 (fine centro abitato di Terni) - Variante di Foligno - Nocera Umbra - Svincolo Gualdo Tadino/Cerqueto con la ex SS 444 - Svincolo con la SS 318 presso Osteria del Gatto                    | | 1928-                | Lazio, Umbria, Marche                                           |
| 56,510      | Via Flaminia                                                                        | 3º tronco: Svincolo con la SS 318 Fossato di Vico - Colbassano - Innesto con la SS 73 bis a Calmazzo | | 1928-                | Lazio, Umbria, Marche                                           |
|             | Tiberina                                                                            | 250,565 | Innesto con la SS 675 a Mazzancollo - Svincolo di Todi - Ponte San Giovanni - Svincolo di Umbertide - Bivio per Città di Castello - Svincolo di Sansepolcro - Svincolo di Pieve Santo Stefano - Svincolo di Mercato Saraceno - Innesto con la SS 16 presso Ravenna | 1938-                | Umbria, Toscana, Emilia-Romagna                                 |
|             | Tiberina Raccordo                                                                   | 3,520 | Innesto con la SS 3 bis al km 84+150 - Innesto con la SS 317 in località Montebello | 1962-2001            | Umbria                                                          |
|             | di Narni e San Gemini                                                               | 21,080 | Innesto con la SS 3 presso Monte Sanguinaro - Innesto con la SS 3 bis allo svincolo di San Gemini | 1978-2001            | Umbria                                                          |
|             | Via Salaria                                                                         | 169,500 | Roma (fine centro abitato) - Passo Corese - Rieti - Antrodoco - Arquata del Tronto - Innesto presso Ascoli Piceno con il RA 11 | 1928-                | Lazio, Marche                                                   |
|             | Via Salaria                                                                         | 4,200 | Innesto con la SS 4 a Passo Corese - Innesto con l'A1 alla stazione di Fiano Romano | 1964-                | Lazio                                                           |
|             | Raccordo Monticelli-Marino del Tronto già Via Salaria                               | 0,903 | Svincolo di Marino del Tronto con il Raccordo autostradale "Ascoli-Porto d'Ascoli" - Svincolo di Monticelli | 1995-2001            | Marche                                                          |
|             | del Terminillo                                                                      | 22,000 | Innesto con la SS 4 presso Rieti - Vazia - Terminillo (Campoforogna) | 1942-2002            | Lazio                                                           |
|             | Via Tiburtina Valeria                                                               | 54,200 | 1º tronco: Roma (fine consegna al Comune) - Innesto con la SS 5 quater presso Carsoli | 1928-                | Lazio, Abruzzo                                                  |
| 118,400     | Via Tiburtina Valeria                                                               | 2º tronco: Innesto con la SS 5 quater a Tagliacozzo - Avezzano - Raiano - Svincolo di Santa Filomena con il RA 12 | | 1928-                | Lazio, Abruzzo                                                  |
|             | Via Tiburtina Valeria                                                               | 6,150 | Innesto con la SS 5 a Raiano - Innesto con la SS 17 al km 91+447 | 1960-2001            | Abruzzo                                                         |
|             | Via Tiburtina Valeria                                                               | 0,800 | Innesto con la SS 5 al km 171+795 - Innesto con la SS 5 dir al km 0+950 | 1971-1987            | Abruzzo                                                         |
|             | Via Tiburtina Valeria                                                               | 6,050 | Innesto con la SS 81 a Chieti - Innesto con la SS 5 presso Brecciarola | 1967-2001            | Abruzzo                                                         |
|             | Vestina-Sarentina                                                                   | 49,740 | Innesto con la SS 17 presso L'Aquila - Ovindoli - Innesto con la SS 5 oltre Celano | 1941-2001            | Abruzzo                                                         |
|             | Vestina                                                                             | 8,490 | Innesto con la SS 5 bis a Celano - Bussi - Innesto con la SS 5 presso Paterno | 1960-2001            | Abruzzo                                                         |
|             | Via Tiburtina Valeria                                                               | 5,300 | Innesto con la SS 5 presso Bagni Acque Albule - Aeroporto di Guidonia | 1948-2002            | Lazio                                                           |
|             | Via Tiburtina Valeria                                                               | 26,020 | Innesto con la SS 5 presso Carsoli - Bivio di Pietrasecca - Innesto con la SS 5 a Tagliacozzo | 1971-2001 2004-      | Abruzzo                                                         |
|             | del Casello di Tagliacozzo                                                          | 1,900 | Innesto con la SS 5 quater al km 11+310 - Casello di Tagliacozzo dell'A24 | 1984-2001 2018-      | Abruzzo                                                         |
|             | Via Casilina                                                                        | 62,100 | 1º tronco: Roma (fine consegna al Comune) - Frosinone | 1928-                | Lazio, Campania                                                 |
| 40,852      | Via Casilina                                                                        | 2º tronco: Frosinone - Stazione di Caianello - Innesto con la SS 7 a Taverna Spartivento | | 1928-                | Lazio, Campania                                                 |
|             | Via Casilina                                                                        | 11,830 | Innesto con la SS 6 presso San Pietro Infine - Vallecupa - Innesto con la SS 85 presso Venafro | 1960-                | Campania, Molise                                                |
|             | Via Appia                                                                           | 131,480 | 1º tronco: Roma (fine centro abitato) - Velletri - Variante di Terracina - Innesto con la SS 7 var (km 0+000) presso Formia | 1928-                | Lazio, Campania, Basilicata, Puglia                             |
| 146,565     | Via Appia                                                                           | 2º tronco: Innesto con la SS 7 var (km 15+000) presso Formia - Capua - Santa Maria Capua Vetere - Caserta - Maddaloni - Montesarchio - Benevento - San Giorgio del Sannio - Bivio per Avellino - Innesto con la variante ASI         | | 1928-                | Lazio, Campania, Basilicata, Puglia                             |
| 100,076     | Via Appia                                                                           | 3º tronco: Innesto con la variante ASI - Bivio per Montella con la ex SS 164 - Variante di Lioni - Svincolo di Castelgrande con la SS 743                                                                                            | | 1928-                | Lazio, Campania, Basilicata, Puglia                             |
| 20,120      | Via Appia                                                                           | 4º tronco: Svincolo di Miglionico con la SS 7 racc - Innesto con la SS 99 (km 17+110) presso Matera | | 1928-                | Lazio, Campania, Basilicata, Puglia                             |
| 132,800     | Via Appia                                                                           | 5º tronco: Matera (fine centro abitato) - Laterza - Castellaneta - Taranto - Grottaglie - Francavilla - Innesto con la SS 16 a Brindisi                                                                                              | | 1928-                | Lazio, Campania, Basilicata, Puglia                             |
|             | Variante Formia-Garigliano                                                          | 14,250 | Innesto con la SS 7 (km 144+830) presso Formia - Innesto con la SS 7 (km 156+080) presso Minturno | 2009-                | Lazio                                                           |
|             | Variante di Cascano                                                                 | 2,071 | Innesto con la SS 7 presso Cascano - Innesto con la SS 7 presso Cascano | 2013-2015            | Campania                                                        |
|             | Variante di Potenza                                                                 | 1,750 | Innesto con il RA 5 (km 51+500) presso Potenza - Innesto con la SS 407 (km 0+000) presso la stazione di Vaglio Basilicata | 2013-                | Basilicata                                                      |
|             | Variante di Cisterna di Latina                                                      | 5,250 | Innesto con la SS 7 svincolo "Le Castella - Appia Nord" - Innesto con la SS 7 Appia Sud | 2018-                | Lazio                                                           |
|             | Via Appia                                                                           | 2,000 | Innesto con la SS 7 a Ciampino - Aeroporto Ciampino Est | 1952-2002            | Lazio                                                           |
|             | del Tempio di Giove                                                                 | 1,484 | Innesto con la SS 7 al km 104+500 (uscita galleria del Tempio di Giove) - Innesto con la ex SS 213 | 2011-                | Lazio                                                           |
|             | Via Appia                                                                           | 5,496 | Innesto con la SS 7 a Formia - Gaeta | 1951-1983            | Lazio                                                           |
|             | di Terracina                                                                        | 2,792 | Innesto con la SS 7 presso Terracina (km 103+208) - Innesto con la SS 7 al km 106+000 | 2011-2018            | Lazio                                                           |
|             | Via Appia                                                                           | 12,335 | Innesto con la SS 7 presso il Lago di Conza - Innesto con la SS 401 presso la stazione di Calitri | 1978-                | Campania, Basilicata                                            |
|             | Via Appia                                                                           | 8,100 | Innesto con la SS 407 (km 66+200) presso la Stazione di Ferrandina - Svincolo di Miglionico con la SS 7 (km 554+100) | 1972-                | Basilicata                                                      |
|             | Via Appia                                                                           | 1,140 | Innesto con la SS 7 presso Palagiano (km 622+900) - Svincolo con l'A14 presso Taranto Nord (km 736+000) | 2013-                | Puglia                                                          |
|             | di Porto Badino                                                                     | 0,953 | Innesto con la SS 7 (km 99+900) presso Terracina - Innesto con la ex SS 148 presso Terracina | 2011-                | Lazio                                                           |
|             | di Terra di Lavoro                                                                  | 83,503 | Innesto con la SS 7 quater presso Villa Literno - Svincolo di Acerra - Svincolo di Nola - Svincolo di Manocalzati con la SS 7 presso Avellino | 1935-                | Campania                                                        |
|             | Strada Statale 7 bis-dir di Villa Literno                                           | 18,300 | Innesto con la SS 7 bis presso Teverola - Villa Literno - Innesto con la SS 7 quater presso San Sossio | ?-2004               | Campania                                                        |
|             | di Terra di Lavoro                                                                  | 1,525 | Innesto con la SS 7 (km 0+000) - Innesto con la SP 101 (Via Napoli) | 2013-                | Campania                                                        |
|             | Salentina                                                                           | 78,400 | Svincolo con la SS 7 a Taranto (presso la fermata ferroviaria di Nasisi) - San Giorgio Ionico - Innesto con la SS 16 presso la Stazione di Surbo | 1937-                | Puglia                                                          |
|             | Via Domitiana                                                                       | 55,040 | Innesto con la SS 7 presso il ponte sul Garigliano - Lago Patria - Innesto presso Pozzuoli con l'A56 | 1940-                | Lazio, Campania                                                 |
|             | di Ischitella Lido                                                                  | 2,050 | Innesto con la SS 7 quater presso il lago Patria - Ischitella Lido | ?-2001               | Campania                                                        |
|             | Via del Mare                                                                        | 27,100 | Roma - Lido di Roma | 1928-2002            | Lazio                                                           |
|             | Via Ostiense già SS 8 Via Ostiense                                                  | 27,100 | Roma - Lido di Roma | ?-2002               | Lazio                                                           |
|             | Via Emilia                                                                          | 317,260 | Innesto con la SS 16 a Rimini - Forlì - Bologna - Modena - Reggio Emilia - Parma - Piacenza - Variante di Tavazzano con Villavesco - San Giuliano Milanese (inizio centro abitato)                                                                                 | 1928-                | Emilia-Romagna, Lombardia                                       |
|             | Tangenziale Nord Ovest di Parma                                                     | 18,644 | Innesto con la SS 9 a est di Parma - Innesto con la SS 9 presso Ponte Taro | 2013-                | Emilia-Romagna                                                  |
|             | Tangenziale Sud di Parma                                                            | 13,177 | Innesto con la SS 9 var a ovest di Parma - Innesto con la SS 9 a est di Parma. | 2013-                | Emilia-Romagna                                                  |
|             | Tangenziale Est di Lodi                                                             | 4,366 | Innesto con la SS 9 presso località San Bernardo - innesto con la ex SS 235 presso località Fontana | 2001-                | Lombardia                                                       |
|             | Via Emilia                                                                          | 4,990 | Innesto con l'A1 in località Crespellano - Innesto con la SS 9 in località La Pioppa presso Bologna | 1960-1967            | Emilia-Romagna                                                  |
|             | Via Emilia                                                                          | 7,520 | Fidenza - Salsomaggiore | 1928-1962            | Emilia-Romagna                                                  |
|             | del Rabbi                                                                           | 60,587 | Innesto con la SS 9 a Forlì - Predappio Nuova - Premilcuore - Innesto con la SS 67 (132+800) in località Cavallino | 1941-2001            | Emilia-Romagna, Toscana                                         |
|             | del Rabbi                                                                           | 8,755 | Grisignano - Rocca delle Caminate | 1941-1970            | Emilia-Romagna                                                  |
|             | del Rabbi                                                                           | 10,532 | Predappio - Rocca delle Caminate - Meldola | 1941-1970            | Emilia-Romagna                                                  |
|             | Padana Inferiore                                                                    | 140,793 | 1º tronco: Torino (fine centro abitato) - Chieri - Villanova d'Asti - Asti - Alessandria - Tortona - innesto con la SS 35 - tangenziale di Voghera-Casteggio - innesto con la SS 35                                                                                | 1928-2001, 2021-     | Piemonte, Lombardia, Emilia-Romagna                             |
| 164,770     | Padana Inferiore                                                                    | 2º tronco: innesto con la SS 35 a Casteggio - Piacenza - Cremona - Mantova - confine con la regione Lombardia | | 1928-2001, 2021-     | Piemonte, Lombardia, Emilia-Romagna                             |
| 66,792      | Padana Inferiore                                                                    | 3º tronco: confine con la regione Veneto - Innesto con la SS 16 a Monselice | 1928-2001 | Veneto               |                                                                 |
|             | Padana Superiore                                                                    | 31,216 | 1º tronco: Torino (fine centro abitato) - Settimo - Chivasso - Confine con la Provincia di Vercelli | 1928-2001, 2021-     | Piemonte, Lombardia                                             |
| 104,315     | Padana Superiore                                                                    | 2º tronco: Vercelli - Novara - Milano - Treviglio (inizio centro abitato) | | 1928-2001, 2021-     | Piemonte, Lombardia                                             |
| 1,000       | Padana Superiore                                                                    | 3º tronco: Treviglio (fine centro abitato) - innesto con tangenziale di Caravaggio | | 1928-2001, 2021-     | Piemonte, Lombardia                                             |
| 42,444      | Padana Superiore                                                                    | 4º tronco: Caravaggio (Italia) (fine centro abitato) - Rovato - innesto con la ex SS 510 (Tangenziale Sud di Brescia) | | 1928-2001, 2021-     | Piemonte, Lombardia                                             |
| 21,160      | Padana Superiore                                                                    | 5º tronco: svincolo con SS 45bis a Rezzato - confine con la regione Lombardia | |                      | Piemonte, Lombardia                                             |
| 156,375     | Padana Superiore                                                                    | 6º tronco: confine con la regione Veneto - Tratto a Verona in comune con la SS 12 - Vicenza - Padova - Mestre - Venezia | 1928-2001 | Veneto               |                                                                 |
|             | dell'Abetone e del Brennero                                                         | 3,811 | 1º tronco: Pisa (fine centro abitato) - Innesto con la SS 12 radd presso a San Giuliano Terme | 1928-                | Toscana, Emilia-Romagna, Lombardia, Veneto, Trentino-Alto Adige |
| 4,612       | dell'Abetone e del Brennero                                                         | 2º tronco: Lucca Nord - Innesto con la SS 12 var/B presso Ponte a Moriano | | 1928-                | Toscana, Emilia-Romagna, Lombardia, Veneto, Trentino-Alto Adige |
| 228,770     | dell'Abetone e del Brennero                                                         | 3º tronco: Innesto con la SS 12 var/B presso Ponte a Moriano - Pievepelago - Modena - Poggio Rusco - Nogara - Innesto con la SS 12 var presso Isola della Scala                                                                      | | 1928-                | Toscana, Emilia-Romagna, Lombardia, Veneto, Trentino-Alto Adige |
| 254,350     | dell'Abetone e del Brennero                                                         | 4º tronco: Innesto con la SS 12 var presso Isola della Scala - Variante di Verona - Ala - Rovereto - Circonvallazione di Trento - Lavis - San Michele - Bolzano - Bressanone - Vipiteno - Confine di Stato con l'Austria al Brennero | | 1928-                | Toscana, Emilia-Romagna, Lombardia, Veneto, Trentino-Alto Adige |
|             | Variante di Isola della Scala                                                       | 5,758 | Innesto con la SS 12 (km 263+700) - Innesto con la SS 12 (km 269+430) | 2011-                | Veneto                                                          |
|             | Variante di Mirandola                                                               | 6,816 | Innesto con la SS 12 (km 209+505) - Rotatoria con la SP 8 e SC Via per Concordia | 2012-                | Emilia-Romagna                                                  |
|             | Variante di Ponte a Moriano                                                         | 4,000 | Innesto con la SS 12 (km 30+400) a Lucca Nord - Innesto con la SS 12 (km 34+930) in località Piaggione | 2014-                | Toscana                                                         |
|             | dell'Abetone e del Brennero                                                         | 2,200 | Innesti con la SS 12 (km 99+000) - Rotatoria con la SP 324 (km 61+500) | 2013-                | Emilia-Romagna                                                  |
|             | dell'Abetone e del Brennero                                                         | 0,587 | Innesto con la SS 12 (km 480+190) - Rotatoria con la SS 49 (km 0+000) e SS 12 (km 480+640) | 2013-                | Trentino-Alto Adige                                             |
|             | dell'Abetone e del Brennero Diramazione Lucchese                                    | 9,500 | Innesto con la SS 12 a San Giuliano Terme - Innesto con la SS 12 a Lucca | ?-                   | Toscana                                                         |
|             | dell'Abetone e del Brennero                                                         | 0,410 | Innesto con la SS 12 al km 522+990 in località Brennero - Innesto con la SS 12 al km 523+410 | ?-                   | Trentino-Alto Adige                                             |
|             | Pontebbana                                                                          | 221,559 | Venezia (fine centro abitato) - Treviso - Conegliano - Casarsa - Ponte della Delizia - Variante di Udine - Tricesimo - Carnia - Pontebba - Ugovizza - Tarvisio - Confine di stato con l'Austria presso Coccau di Sopra                                             | 1928-                | Veneto, Friuli-Venezia Giulia                                   |
| (SS13racc)  | Pontebbana                                                                          | 0,960 | Innesti con la SS 13 e con la SS 54 a Tarvisio | 1959-2008            | Friuli-Venezia Giulia                                           |
|             | della Venezia Giulia                                                                | 57,500 | 1º tronco: Venezia (fine centro abitato) - San Donà - Innesto con la SS 14 var presso Portogruaro | 1928-                | Veneto, Friuli-Venezia Giulia                                   |
| 67,258      | della Venezia Giulia                                                                | 2º tronco: Innesto con la SS 14 var presso Portogruaro - Latisana - Cervignano - Monfalcone - Innesto con il RA 13 presso Sistiana                                                                                                   | | 1928-                | Veneto, Friuli-Venezia Giulia                                   |
| 6,830       | della Venezia Giulia                                                                | 3º tronco: Innesto con la SS 202 dir presso Trieste - Basovizza - Confine di Stato con la Slovenia in località Pese di Grozzana | | 1928-                | Veneto, Friuli-Venezia Giulia                                   |
|             | Variante di Portogruaro                                                             | 8,858 | Innesto con la SS 14 (km 60+450) - Innesto con la SS 14 (km 67+350) | 2011-                | Veneto                                                          |
|             | Variante di Musile di Piave                                                         | 6,760 | Innesto con la SS 14 (km 27+750) - Innesto con la SP 43 presso la rotonda Caposile | 2011-                | Veneto                                                          |
|             | Variante di San Donà di Piave                                                       | 5,600 | Innesto con la SP 43 - Innesto con la SP 54 | 2011-                | Veneto                                                          |
|             | Variante di Campalto                                                                | 1,980 | Innesto con la SS 14 (km 4+400) - Innesto con la SS 14 | 2020-                | Veneto                                                          |
|             | della Venezia Giulia                                                                | 1,995 | Innesto con la SS 14 presso Monfalcone - Innesto con la SS 55 presso Sablici | ?-                   | Friuli-Venezia Giulia                                           |
|             | Strada Statale 14 bis della Venezia Giulia                                          | | Sussak - Buccari - Confine di Stato con la Jugoslavia | 1942-1947            | Venezia Giulia                                                  |
|             | di Mestre                                                                           | 5,553 | Innesto con la SS 14 a San Giuliano - Innesto con la SS 13 in località Nuova Favorita | 1963-2001            | Veneto                                                          |
|             | Via Flavia                                                                          | 11,264 | Innesto con la SS 14 a Trieste - Aquilinia - Noghera - Confine di Stato con la Slovenia in località Rabuiese | 1928-2012            | Friuli-Venezia Giulia                                           |
|             | Via Flavia                                                                          | | Visignano - Crocevia Tizzano | 1928-1947            | Venezia Giulia                                                  |
|             | Via Flavia                                                                          | 4,850 | Raccordo tra la SS 15 presso Zaule e la SS 202 presso Cattinara | ?-1997               | Friuli-Venezia Giulia                                           |
|             | Adriatica                                                                           | 129,020 | 1º tronco: Padova (fine centro abitato) - Monselice - Rovigo - Ferrara - Innesto con la SS 16 var presso Alfonsine | 1928-                | Veneto, Emilia-Romagna, Marche, Abruzzo, Molise, Puglia         |
| 303,510     | Adriatica                                                                           | 2º tronco: Innesto con la SS 16 var presso Alfonsine - Ravenna - Rimini - Fano - Variante di Ancona - Porto d'Ascoli - Pescara - Innesto con la SS 714 dir (km 1+300) presso Pescara                                                 | | 1928-                | Veneto, Emilia-Romagna, Marche, Abruzzo, Molise, Puglia         |
| 83,070      | Adriatica                                                                           | 3º tronco: Innesto con la SS 714 dir/A (km 0+000) presso Pescara - Vasto - Termoli | | 1928-                | Veneto, Emilia-Romagna, Marche, Abruzzo, Molise, Puglia         |
| 80,577      | Adriatica                                                                           | 4º tronco: Termoli - San Severo - Svincolo con la SS 673 presso Foggia | | 1928-                | Veneto, Emilia-Romagna, Marche, Abruzzo, Molise, Puglia         |
| 178,800     | Adriatica                                                                           | 5º tronco: Svincolo con la SS 673 presso Foggia - Variante di Cerignola - Barletta - Bari - Svincolo con la SS 379 presso Fasano | | 1928-                | Veneto, Emilia-Romagna, Marche, Abruzzo, Molise, Puglia         |
| 4,530       | Adriatica                                                                           | 6º tronco: Innesto con la SS 379 presso Brindisi - Innesto con la SS 613 presso Brindisi | | 1928-                | Veneto, Emilia-Romagna, Marche, Abruzzo, Molise, Puglia         |
| 4,643       | Adriatica                                                                           | 7º tronco: Innesto con la SS 7 ter presso la stazione di Surbo - Inizio traversa interna di Lecce | | 1928-                | Veneto, Emilia-Romagna, Marche, Abruzzo, Molise, Puglia         |
| 42,540      | Adriatica                                                                           | 8º tronco: Innesto con la SS 694 a Sud di Lecce - Otranto | | 1928-                | Veneto, Emilia-Romagna, Marche, Abruzzo, Molise, Puglia         |
|             | Variante di Alfonsine                                                               | 8,573 | Rotatoria via Cuorbalestro - Rotatoria con la SP 8 | 2010-                | Emilia-Romagna                                                  |
|             | Variante di Argenta                                                                 | 7,320 | Svincolo con la ex SS 495 - Innesto con la SP 48 | 2013-                | Emilia-Romagna                                                  |
|             | Adriatica                                                                           | 4,914 | Innesto con la SS 16 in località Rivella - Arquà Petrarca | 1952-2001            | Veneto                                                          |
|             | del Porto di Ancona                                                                 | 1,445 | Ancona (fine del centro abitato) - Ancona (inizio del centro abitato) | ?- 2018              | Marche                                                          |
|             | del Porto di Pescara                                                                | 3,300 | Innesto con la SS 714 a Pescara - Porto di Pescara | 1997-                | Abruzzo                                                         |
|             | Adriatica                                                                           | 19,030 | Innesto con la SS 16 a Pescara (località Villa Raspa) - Innesto con la SS 151 presso Cappelle sul Tavo - Innesto con la SS 16 a Montesilvano Marina | 1941-2001            | Abruzzo                                                         |
|             | Adriatica                                                                           | 54,425 | Innesto con la SS 16 presso Campomarino - Serracapriola - Innesto con la SS 16 a San Severo | 1976-2001            | Molise, Puglia                                                  |
|             | dell'Appennino Abruzzese ed Appulo-Sannitico                                        | 68,592 | 1º tronco: Innesto con la SS 4 presso Antrodoco - L'Aquila - Innesto con la SS 153 presso Navelli | 1928-                | Lazio, Abruzzo, Molise, Puglia                                  |
| 126,438     | dell'Appennino Abruzzese ed Appulo-Sannitico                                        | 2º tronco: Innesto con la SS 5 a Corfinio - Variante di Sulmona - Pettorano - Roccaraso - Variante di Castel di Sangro - Ponte Zittola - Isernia - Svincolo di Guardiaregia con la SS 87                                             | | 1928-                | Lazio, Abruzzo, Molise, Puglia                                  |
| 10,621      | dell'Appennino Abruzzese ed Appulo-Sannitico                                        | 3º tronco: Innesto con la SS 645 a Ponte Tredici Archi - Innesto con la SS 17 var (km 0+000) | | 1928-                | Lazio, Abruzzo, Molise, Puglia                                  |
| 30,830      | dell'Appennino Abruzzese ed Appulo-Sannitico                                        | 4º tronco: Innesto con la SS 17 var (km 14+250) presso Lucera - Innesto con la SS 16 a Foggia | | 1928-                | Lazio, Abruzzo, Molise, Puglia                                  |
|             | Variante di Volturara                                                               | 14,250 | Innesto con la SS 17 (km 284+000) - Innesto con la SS 17 (km 305+170) | 2009-                | Puglia                                                          |
|             | Isernia-Castel di Sangro                                                            | 18,700 | Innesto con la SP 21 presso Miranda - Svincolo con la SP 11 presso Forlì del Sannio - Svincolo con la SS 652 presso Rionero Sannitico | 2011-                | Molise                                                          |
|             | della funivia del Gran Sasso e di Campo Imperatore già della funivia del Gran Sasso | 13,850 | località Vascapenta - Svincolo di Assergi con l'A24 | ?-2001 2018-         | Abruzzo                                                         |
|             | della funivia del Gran Sasso                                                        | 3,000 | Innesto con la SS 17 presso Bazzano - Innesto con la SS 17 bis presso Paganica | 1960-2001            | Abruzzo                                                         |
|             | della funivia del Gran Sasso                                                        | 1,800 | Innesto con la SS 17 bis - Sciovia di Montecristo | 1970-2001            | Abruzzo                                                         |
|             | della funivia del Gran Sasso                                                        | 10,000 | Innesto con la SS 17 bis - Albergo di Campo Imperatore | 1970-2001            | Abruzzo                                                         |
|             | dell'Appennino Abruzzese                                                            | 3,092 | Innesto con la SS 17 presso Bazzano - Innesto con la SS 17 bis presso Santa Veronica | 1979-2001 2018-      | Abruzzo                                                         |
|             | dell'Appennino Abruzzese ed Appulo-Sannitico                                        | 14,169 | Innesto con la SS 86 e SS 17 ad Acquaviva d'Isernia - Cerro - Innesto con la SS 158 al bivio di Cerro al Volturno | 1971-2001            | Molise                                                          |
|             | Tirrena Inferiore                                                                   | 452,542 | 1º tronco: Svincolo di Fratte con l'A2 dir - Salerno - Battipaglia - Capaccio | 1928-                | Campania, Basilicata, Calabria                                  |
| 302,312     | Tirrena Inferiore                                                                   | 2º tronco: Policastro Bussentino - Sapri - Maratea - Paola - Sant'Eufemia - Vibo Valentia - Reggio Calabria | | 1928-                | Campania, Basilicata, Calabria                                  |
|             | Cilentana                                                                           | 72,650 | Innesto con la SS 18 (km 97+950) - Innesto con la SS 517var (km 170+600) | 2018-                | Campania                                                        |
|             | Tirrena Inferiore                                                                   | 56,450 | Innesto con la SS 18 al km 378+050 (bivio Campora San Giovanni) - Bivio Brace - Falerna - Nicastro - Innesto con la SS 19 dir al bivio Calderaro | 1953-2001            | Calabria                                                        |
|             | di Badia di Cava                                                                    | 5,500 | Innesto con la SS 18 a Cava dei Tirreni - Badia di Cava | 1964-2001            | Campania                                                        |
|             | Tirrena Inferiore                                                                   | 0,900 | Innesto con la SS 18 (km 33+300) - A3 (Stazione di Sant'Egidio del Monte Albino) | 1964-2001            | Campania                                                        |
|             | Tirrena Inferiore                                                                   | 4,700 | Innesto con la SS 18 dir al bivio Brace - Innesto con la SS 18 presso il ponte sul torrente Cartolano | 1960-2001            | Calabria                                                        |
|             | Tirrena Inferiore                                                                   | 1,916 | Innesto con la SS 18 - Canalone di Salerno - Santa Eremita (piazzale autostrada Napoli-Salerno) | 1963-2001            | Campania                                                        |
|             | Tirrena Inferiore                                                                   | 3,260 | Scalo ferroviario di Paola - Innesto sulla SS 18 in località Pagnotta | 1966-2001            | Calabria                                                        |
|             | delle Calabrie                                                                      | 365,531 | Innesto con la SS 18 a Battipaglia - Innesto con la SS 109 bis in località Sant'Antonio (Catanzaro) | 1928-                | Campania, Basilicata, Calabria                                  |
|             | delle Calabrie                                                                      | 41,730 | Innesto con la SS 19 al bivio Pedadace presso Tiriolo - Bivio Calderaro - Innesto con la SS 18 presso la Stazione di Francavilla Angitola | 1928-2001            | Calabria                                                        |
|             | delle Calabrie                                                                      | 5,400 | Innesto con la SS 19 quater presso le Santa Maria di Catanzaro - Innesto con la SS 106 in località Bellino | 1960-2001            | Calabria                                                        |
|             | Dorsale Aulettese                                                                   | 13,632 | Innesto con la SS 407 presso Ponte San Cono - Innesto con la SS 19 presso Polla | ?-2001 2018-         | Campania                                                        |
|             | delle Calabrie                                                                      | 5,280 | Innesto con la SS 280 Santa Maria di Catanzaro - Bivio Regazzano - Fine del viadotto sul torrente Fiumarella in località Le Fornaci | 1990-2016            | Calabria                                                        |
|             | del Colle di Tenda e di Valle Roja                                                  | 88,501 | 1º tronco: Carmagnola (fine centro abitato) - Borgo San Dalmazzo - Confine di Stato con la Francia alla Galleria del Colle di Tenda | 1928-                | Piemonte, Liguria                                               |
| 17,068      | del Colle di Tenda e di Valle Roja                                                  | 2º tronco: Confine di Stato con la Francia presso San Michele - Ventimiglia | | 1928-                | Piemonte, Liguria                                               |
|             | della Maddalena                                                                     | 57,008 | Borgo San Dalmazzo (fine centro abitato) - Colle dell'Argentera - Confine di Stato con la Francia al Colle della Maddalena | 1928-                | Piemonte                                                        |
|             | di Val Macra                                                                        | 75,637 | Innesto con la SS 28 presso Mondovì - Morozzo - Cuneo - Prazzo - Acceglio | 1928-2001            | Piemonte                                                        |
|             | del Colle di Sestriere                                                              | 103,511 | Torino - Stupinigi - Airasca - Pinerolo - Colle del Sestriere - Innesto con la SS 24 a Cesana | 1928-2001            | Piemonte                                                        |
|             | del Monginevro                                                                      | 41,340 | Susa - Oulx - Cesana - Confine di Stato con la Francia a Claviere presso il Colle del Monginevro | 1928-                | Piemonte                                                        |
|             | del Moncenisio                                                                      | 54,426 | Torino - Rivoli - Bussoleno - Susa - Confine di Stato con la Francia presso il Colle del Moncenisio | 1928-                | Piemonte                                                        |
|             | della Valle d'Aosta                                                                 | 154,396 | Chivasso - Ivrea - Saint-Vincent - Aosta - Pré-Saint-Didier - Confine di Stato con la Francia al Piccolo San Bernardo | 1928-                | Piemonte, Valle d'Aosta                                         |
|             | della Valle d'Aosta                                                                 | 9,580 | Innesto con la SS 26 a Pré-Saint-Didier - A 3.30 m dal muro di sottoscarpa (ubicato sul lato sx della strada) | 1959-                | Valle d'Aosta                                                   |
|             | del Gran San Bernardo                                                               | 6,110 | Innesto con la SS 26 ad Aosta - Innesto con la SS 27 var (km 0+000) presso Gignod | 1928-                | Valle d'Aosta                                                   |
| 26,490      | del Gran San Bernardo                                                               | Innesto con la SS 27 var (km 2+1870) presso Gignod - Saint-Rhémy-en-Bosses - Confine di Stato con la Svizzera al Gran San Bernardo                                                                                                   | | 1928-                | Valle d'Aosta                                                   |
|             | Variante di Gignod                                                                  | 2,187 | Innesto con la SS 27 (km 6+175) bivio in località Cré - Innesto con la SS 27 (km 7+500) in località La Tour | 2009-                | Valle d'Aosta                                                   |
|             | del Colle di Nava                                                                   | 99,900 | Fossano (fine centro abitato) - Mondovì - Ceva - Colle di Nava - Innesto con la SS 28 var/A presso Pieve di Teco | 1928-                | Piemonte, Liguria                                               |
| 17,400      | del Colle di Nava                                                                   | 2º tronco: Innesto con la SS 28 var/A presso Acquetico - Svincolo di Borgomaro con la SS 28 var | | 1928-                | Piemonte, Liguria                                               |
| 8,500       | del Colle di Nava                                                                   | 3º tronco: Svincolo di Chiusavecchia Sud con la SS 28 var - Imperia (inizio centro abitato) | | 1928-                | Piemonte, Liguria                                               |
|             | Variante di Chiusavecchia                                                           | 2,300 | Svincolo di Borgomaro con la SS 28 - Svincolo di Chiusavecchia Sud con la SS 28 | 2013-                | Liguria                                                         |
|             | Variante di Pieve di Teco                                                           | 2,400 | Innesto con la SS 28 presso Pieve di Teco - Innesto con la SS 28 presso Acquetico | 2013-                | Liguria                                                         |
|             | del Colle di Nava                                                                   | 16,200 | Innesto con la SS 28 presso Mondovì (km 28+700) - San Quintino - Bastia - Carrù | 1965-2001            | Piemonte                                                        |
|             | del Colle di Nava                                                                   | 27,035 | Innesto con la SS 28 presso Ceva - Innesto con la SS 29 presso Carcare | 1928-2001            | Piemonte, Liguria                                               |
|             | del Colle di Cadibona                                                               | 17,497 | Innesto con la SS 30 presso Piana Crixia - Innesto con la SS 720 (rotatoria San Giuseppe di Cairo) | 1928-2001 2009-      | Liguria                                                         |
|             | Variante di Carcare e Collina Vispa                                                 | 4,480 | Innesto con la SS 29 (km 133+000) in località San Giuseppe - Innesto con la SS 29 (km 138+150) in località Altare | 2013-                | Liguria                                                         |
|             | del Colle di Cadibona                                                               | 8,216 | Innesto con la SS 29 a Poirino - Innesto con la SS 10 presso Villanova d'Asti | 1956-2001            | Piemonte                                                        |
|             | di Val Bormida                                                                      | 1,180 | Confine con la regione Piemonte - Innesto con la SS 29 presso Piana Crixia | 1928-2001 2009-      | Liguria                                                         |
|             | del Monferrato                                                                      | 52,864 | Innesto con la SS 11 a Vercelli - Casale - Innesto con la SS 10 presso Alessandria | 1928-2001            | Piemonte                                                        |
|             | del Monferrato                                                                      | 42,399 | Innesto con la SS 11 presso Chivasso - Crescentino - Innesto con la SS 31 presso Casale Monferrato | ?-2001               | Piemonte                                                        |
|             | Ticinese                                                                            | 28,678 | Novara - Oleggio - Innesto con la SS 33 a Castelletto sopra Ticino | 1928-                | Piemonte                                                        |
|             | Ticinese                                                                            | 10,331 | Innesto con la SS 32 al km 30+900 - Gattico - Innesto con la SS 142 a Borgomanero al km 43+680 | 1982-2001            | Piemonte                                                        |
|             | del Sempione                                                                        | 133,279 | Pero (fine centro abitato) - Rho - Gallarate - Somma Lombardo - Sesto Calende - Arona - Stresa - Gravellona - Domodossola - Iselle - Confine di Stato con la Svizzera al Sempione                                                                                  | 1928-                | Lombardia, Piemonte                                             |
|             | del Sempione racc/bis varco Beata Giuliana-Sant' Anna                               | 1,999 | Innesto con la SS 33 a Feriolo - Innesto con la SS 34 a Fondo Toce | 1959-2001 2021-      | Piemonte                                                        |
|             | del Lago Maggiore                                                                   | 39,339 | Innesto con la SS 33 a Gravellona - Verbania - Confine di Stato con la Svizzera presso Piaggio Valmara | 1928-                | Piemonte                                                        |
|             | dei Giovi                                                                           | 67,385 | 1º tronco: Genova - Tortona - innesto con la SS 10 | 1928-2001 2018/2021- | Liguria, Piemonte                                               |
| 1,699       | dei Giovi                                                                           | 2º tronco: innesto con la SS10 - Casteggio - innesto con tangenziale Casteggio Voghera | 1928-2001 2021- | Lombardia            |                                                                 |
| 101,100     | dei Giovi                                                                           | 3º tronco: innesto con tangenziale Casteggio Voghera - Pavia - Milano - Como - Confine di Stato con la Svizzera | 1928-2001 | Lombardia            |                                                                 |
|             | dei Giovi                                                                           | 1,296 | Innesto con la SS 35 a Torre del Mangano - Certosa di Pavia | 1958-2001            | Lombardia                                                       |
|             | dei Giovi                                                                           | 22,673 | Innesto con la SS 35 a Serravalle - Novi Ligure - Innesto con la SS 10 a Spinetta Marengo | 1928-2001            | Piemonte                                                        |
|             | del Lago di Como e dello Spluga                                                     | 140,964 | Cinisello Balsamo - Monza - Nibionno - Civate - Lecco - Chiavenna - Campodolcino - Confine di stato con la Svizzera al Passo dello Spluga | 1928-                | Lombardia                                                       |
|             | Raccordo Lecco-Valsassina                                                           | 9,015 | Lecco - Innesto con la SP 62 presso Lecco | 2011-                | Lombardia                                                       |
|             | Del Lago di Como e dello Spluga                                                     | 1,465 | Innesto con la SS 36 a Pianazzo - Madesimo | 1956-2001            | Lombardia                                                       |
|             | del Maloja                                                                          | 10,012 | Innesto con la SS 36 presso Chiavenna - Confine di Stato con la Svizzera presso Castasegna | 1928-                | Lombardia                                                       |
|             | dello Stelvio                                                                       | 217,270 | Morbegno - Sondrio - Tresenda - Tirano - Bormio - Stelvio - Spondigna - Merano - Innesto con la SS 42 al bivio Merano-Mendola presso Bolzano | 1928-                | Lombardia, Trentino-Alto Adige                                  |
|             | Variante di Morbegno                                                                | 18,415 | Svincolo di Fuentes con la SS 38 - Innesto con la SS 38 | 2014-                | Lombardia                                                       |
|             | Variante di Bormio                                                                  | 1,335 | Innesti con la SS 38 a Bormio | 2018-                | Lombardia                                                       |
|             | dello Stelvio                                                                       | 1,700 | Innesto con la SS 38 presso Madonna di Tirano - Confine di Stato con la Svizzera a Campocologno | 1928-                | Lombardia                                                       |
|             | dello Stelvio                                                                       | 0,200 | Innesto con la SS 38 presso il Passo dello Stelvio - Confine di Stato con la Svizzera a Giogo di Santa Maria | 1928-                | Lombardia                                                       |
|             | del Passo di Aprica                                                                 | 29,080 | Innesto con la SS 38 a Tresenda - Passo dell'Aprica - Innesto con la SS 42 a Edolo | 1928-                | Lombardia                                                       |
|             | del Passo di Resia                                                                  | 31,328 | Innesto con la SS 38 a Spondigna - Sluderno - Confine di Stato con l'Austria al Passo di Resia | 1928-                | Trentino-Alto Adige                                             |
|             | di Val Monastero                                                                    | 12,000 | Innesto con la SS 40 a Sluderno - Glorenza - Confine di Stato con la Svizzera a Tubre | 1928-                | Trentino-Alto Adige                                             |
|             | del Tonale e della Mendola                                                          | 219,500 | Stezzano - Seriate - Lovere - Svincolo di Breno - Edolo - Passo del Tonale - Ponte di Mostizzolo - La Mendola - Innesto con la SS 38 al bivio Merano-Mendola presso Bolzano                                                                                        | 1928-                | Lombardia, Trentino-Alto Adige                                  |
|             | del Tonale e della Mendola                                                          | 0,800 | Svincolo di Trescore Balneario - Innesto con la SP 89 | 2012-                | Lombardia                                                       |
|             | del Passo del Mortirolo                                                             | 26,600 | Innesto con la SS 42 presso Monno - Innesto con la SP 27 presso Grosio | ?                    | Lombardia                                                       |
|             | della Val di Non                                                                    | 30,650 | Innesto con la SS 42 a Ponte di Mostizzolo - Innesto con la SS 12 a San Michele all'Adige | 1928-                | Trentino-Alto Adige                                             |
|             | della Val di Non                                                                    | 13,700 | Innesto con la SS 43 a Dermulo - Sanzeno - Malgolo - Cavareno - Innesto con la SS 42 presso Sarnonico | 1960-                | Trentino-Alto Adige                                             |
|             | della Val di Non                                                                    | 0,660 | Innesto con la SS 43 dir presso Cavareno - Innesto con la SS 42 presso Ronzone | ?-                   | Trentino-Alto Adige                                             |
|             | del Passo di Giovo                                                                  | 58,180 | Innesto con la SS 38 a Merano - Passo di Giovo - Innesto con la SS 12 a Vipiteno | 1928-                | Trentino-Alto Adige                                             |
|             | Passo del Rombo                                                                     | 29,530 | Innesto con la SS 44 in San Leonardo in Passiria - Moso - Confine di Stato con l'Austria (Passo del Rombo) | 1960-                | Trentino-Alto Adige                                             |
|             | di Val Trebbia già della Val Trebbia e del Caffaro                                  | 122,021 | Genova - Bobbio - Piacenza | 1928-                | Liguria, Emilia-Romagna                                         |
|             | del Torrente Bisagno                                                                | 0,630 | Castagnello - Innesto con la SS 45 (km 11+150) | 2013-                | Liguria                                                         |
|             | Gardesana Occidentale                                                               | 106,212 | Innesto con la SS 11 presso Rezzato (località Tre Ponti)- Salò - Riva - Innesto con la SS 12 a Trento (Rotatoria di S. Giorgio) | 1932-                | Lombardia, Trentino-Alto Adige                                  |
|             | del Vittoriale                                                                      | 1,170 | Innesto con la SS 45 bis presso Gardone Riviera - Vittoriale | 1962-2001            | Lombardia                                                       |
|             | Gardesana Occidentale                                                               | 4,500 | Innesto con la SS 45 bis presso Villanuova sul Clisi - Innesto con la ex SS 237 presso Vobarno | 2011-                | Lombardia                                                       |
|             | del Pasubio già del piano delle Fugazze                                             | 26,230 | Confine con la regione Veneto presso Pian delle Fugazze - Innesto con la SS 12 a Rovereto | 1928-                | Trentino-Alto Adige                                             |
|             | del Pasubio                                                                         | 1,775 | Innesto con la SS 46 (km 45+460) - Monumento Ossario del Pasubio | 1960-2001            | Veneto                                                          |
|             | della Valsugana                                                                     | 101,880 | Innesto con la SS 53 presso Cittadella - Bassano - Primolano - Levico - Innesto con la SS 12 allo svincolo di Canova di Gardolo | 1928-                | Veneto, Trentino-Alto Adige                                     |
|             | di Altichiero                                                                       | 10,180 | Innesto con la SS 47 in località Altichiero - Svincoli con la SS 16 e con l'A13 in località Bassanello presso Padova | ?-2001               | Veneto                                                          |
|             | delle Dolomiti                                                                      | 76,500 | Innesto con la SS 12 a Ora - Cavalese - Predazzo - Confine con la regione Veneto presso Passo Pordoi | 1928-                | Trentino-Alto Adige                                             |
|             | delle Dolomiti                                                                      | 8,800 | Innesto con la SS 48 presso il Lago di Misurina - Innesto con la SS 51 a Carbonin | 1928-                | Trentino-Alto Adige                                             |
|             | della Pusteria                                                                      | 71,065 | Innesto con la SS 12 presso Bressanone - Brunico - Dobbiaco - San Candido - Confine di Stato con l'Austria a Prato alla Drava | 1928-                | Trentino-Alto Adige                                             |
|             | della Pusteria                                                                      | 2,037 | Innesto con la SS 12 presso il casello autostradale di Bressanone - Innesto con la SS 49 presso Sciaves | 1957-                | Trentino-Alto Adige                                             |
|             | del Grappa e del Passo Rolle                                                        | 43,860 | 1º tronco: Innesto con la SS 51 a Ponte nelle Alpi - Belluno - Santa Giustina - Feltre - Innesto con la SS 50 bis/var presso la rotatoria Santa Lucia | 1928-                | Veneto, Trentino-Alto Adige                                     |
| 23,257      | del Grappa e del Passo Rolle                                                        | 2º tronco: Confine con la regione Veneto presso Pontet - Fiera di Primiero - San Martino di Castrozza - Passo Rolle - Innesto con la SS 48 a Predazzo                                                                                | | 1928-                | Veneto, Trentino-Alto Adige                                     |
|             | del Grappa e del Passo Rolle                                                        | 1,900 | Innesto con la SS 50 a Fonzaso - Innesto con la SS 50 a Fenadora | 1962-1977            | Veneto                                                          |
|             | del Grappa e del Passo Rolle                                                        | 13,279 | Innesto con la SS 50 a Fenadora - Innesto con la SS 47 a Primolano | 1928-2009            | Veneto                                                          |
|             | del Grappa e del Passo Rolle                                                        | 19,818 | Svincolo di Cismon con la SS 47 - Svincolo di Feltre ovest - Rotatoria di Anzù | 2009-                | Veneto                                                          |
|             | di Alemagna                                                                         | 131,750 | Innesto con la SS 13 a Conegliano - Vittorio Veneto - Ponte nelle Alpi - Tai di Cadore - Cortina d'Ampezzo - Carbonin - Innesto con la SS 49 a Dobbiaco | 1928-                | Veneto, Trentino-Alto Adige                                     |
|             | Via Olimpia                                                                         | 0,978 | Innesto con la SS 48 al km 122+620 a Cortina d'Ampezzo - Innesto con la SS 51 al km 102+510 | ?-?                  | Veneto                                                          |
|             | di Alemagna                                                                         | 12,480 | Innesto con la SS 51 a Tai di Cadore - Pieve di Cadore - Innesto con la SS 52 presso Lozzo | 1928-                | Veneto                                                          |
|             | Carnica                                                                             | 126,365 | Innesto con la SS 13 a Carnia - Tolmezzo - Ampezzo - Passo Mauria - Santo Stefano di Cadore - Passo di Monte Croce di Comelico - Innesto con la SS 49 a San Candido                                                                                                | 1928-                | Friuli-Venezia Giulia, Veneto, Trentino-Alto Adige              |
|             | Carnica                                                                             | 31,993 | Innesto con la SS 52 bis/dir a Tolmezzo - Paluzza - Confine di Stato con l'Austria al Passo di Monte Croce Carnico | 1928-                | Friuli-Venezia Giulia                                           |
|             | Carnica                                                                             | 2,320 | Innesto con la SS 52 a Tolmezzo - Innesto con la SS 52 a Tolmezzo | 2016-                | Friuli-Venezia Giulia                                           |
|             | Variante di Socchieve                                                               | 4,362 | Innesto con la SS 52 al km 23+681 a Enemonzo - Innesto con la SS 52 al km 28+043 a Mediis | 2015-                | Friuli-Venezia Giulia                                           |
|             | Carnica                                                                             | 0,676 | Innesto con la SS 52 presso San Candido - Innesto con la SS 49 presso San Candido | ?-1993               | Trentino-Alto Adige                                             |
|             | Postumia                                                                            | 18,885 | Vicenza (fine centro abitato) - Innesto con la SS 47 presso Cittadella | 1928-                | Veneto                                                          |
|             | del Friuli                                                                          | 29,801 | 1º tronco: Udine (fine centro abitato)- Cividale - Confine di Stato con la Slovenia verso Caporetto | 1928-                | Friuli-Venezia Giulia                                           |
| 23,257      | del Friuli                                                                          | 2º tronco: Confine di Stato con la Slovenia al Passo del Predil - Cave del Predil - Tarvisio - Confine di Stato con la Slovenia presso Ratece                                                                                        | | 1928-                | Friuli-Venezia Giulia                                           |
|             | del Friuli                                                                          | 3,270 | Innesto con la SR 356 presso Gagliano - Innesto a rotatoria in località Tre Pietre | 2012-                | Friuli-Venezia Giulia                                           |
|             | del Friuli                                                                          | 1,890 | Innesti con la SS 54 a Passo del Predil e Cave del Predil | 1928-?               | Friuli-Venezia Giulia                                           |
|             | del Friuli                                                                          | 1,790 | Innesto con la SS 54 (al km 1+725) a Udine - Innesto con la SS 56 (al km 2+685) | ?-2008               | Friuli-Venezia Giulia                                           |
|             | del Friuli                                                                          | 0,960 | Innesto con la SS 54 a Tarvisio Basso - Innesto con la SS 13 | ?-2008               | Friuli-Venezia Giulia                                           |
|             | dell'Isonzo                                                                         | 15,598 | Innesto con la SS 14 racc presso Sablici - Jamiano - Gorizia | 1928-                | Friuli-Venezia Giulia                                           |
|             | dell'Isonzo                                                                         | 2,978 | Innesto con la SS 55 (al km 18+390) - Innesto con la SS 56 (km 37+712) a Gorizia | ?-2008               | Friuli-Venezia Giulia                                           |
|             | di Gorizia già di Aidussina                                                         | 37,808 | Innesto con la SS 13 a Udine - Gorizia - Confine di Stato con la Slovenia presso Gorizia | 1928-2008            | Friuli-Venezia Giulia                                           |
|             | del Vipacco e dell'Idria                                                            | | 1º tronco: Prevallo - Vipacco - Innesto con la SS 56 ad Aidussina | 1928-1947            | Venezia Giulia                                                  |
|             | del Vipacco e dell'Idria                                                            | 2º tronco: Innesto sulla SS 56 presso Zolla - Godovici - Idria - Santa Lucia al bivio di Uznik | | 1928-1947            | Venezia Giulia                                                  |
|             | del Vipacco e dell'Idria                                                            | | Godovici - Hotedrsica - Kalce | 1928-1947            | Venezia Giulia                                                  |
|             | della Carniola già delle Grotte di Postumia                                         | 0,281 | Piazzale di Fernetti - Confine di Stato con la Slovenia | 1928-2008 2009-      | Friuli-Venezia Giulia                                           |
|             | della Carniola                                                                      | | Lubiana - Confine di Stato con la Germania presso S. Vid | 1942-1947            | Venezia Giulia                                                  |
|             | della Carniola                                                                      | | Lubiana - Jezica - Confine di Stato con la Germania | 1942-1947            | Friuli-Venezia Giulia                                           |
|             | della Carniola                                                                      | | Skofljica - Kocevie - Pirce - Confine di Stato con la Jugoslavia | 1942-1947            | Friuli-Venezia Giulia                                           |
|             | della Carniola                                                                      | | Novo mesto - Metlica - Confine di Stato con la Jugoslavia | 1942-1947            | Friuli-Venezia Giulia                                           |
|             | di Bisterza                                                                         | | Innesto con la SS 14 sotto Rupa - Bisterza - Postumia | 1928-1947            | Venezia Giulia                                                  |
|             | del Monte Maggiore                                                                  | | Pisino - Mattuglie - Confine di stato con la Jugoslavia verso Castua | 1928-1947            | Venezia Giulia                                                  |
|             | Liburnica                                                                           | | Dignano - Albona - Fianona - Abbazia - Innesto con la SS 14 | 1928-1947            | Venezia Giulia                                                  |
|             | della Cisa                                                                          | 118,128 | Sarzana (fine centro abitato) - Aulla - Pontremoli - Passo della Cisa - Fornovo - Parma | 1928-                | Liguria, Toscana, Emilia-Romagna                                |
|             | del Valico del Cerreto                                                              | 106,500 | Innesto con la SS 62 ad Aulla - Passo del Cerreto - Castelnovo ne' Monti - Reggio Emilia | 1928-                | Toscana, Emilia-Romagna                                         |
|             | Variante di Bocco                                                                   | 1,500 | Innesto con la SS 63 (km 88+600) presso Bocco - Innesto con la SS 63 (km 90+104) presso Bocco | 2018-                | Emilia-Romagna                                                  |
|             | Porrettana                                                                          | 37,940 | 1º tronco: Pistoia - Ponte della Venturina - Porretta Terme - Innesto con la SS 64 var/A in località Silla | 1928-                | Toscana, Emilia-Romagna                                         |
| 96,373      | Porrettana                                                                          | Innesto con la SS 64 var/A in località Marano - Vergato - Bologna - Ferrara | | 1928-                | Toscana, Emilia-Romagna                                         |
|             | Variante di Sasso Marconi                                                           | 8,782 | Innesto con la SP 37 (via Setta e via Ziano di Sotto) - Innesto con la SS 64 (km 85+020) rotatoria di Borgonuovo | 2013-                | Emilia-Romagna                                                  |
|             | di Gaggio Montano                                                                   | 6,950 | Innesto con la SS 64 (km 38+740) in località Silla - Innesto con la SS 64 (km 45+814) in località Marano | 2014-                | Emilia-Romagna                                                  |
|             | della Futa                                                                          | 106,903 | Firenze (fine centro abitato) - Confine con la regione Emilia-Romagna | 1928-2001 2018-      | Toscana                                                         |
|             | Pistoiese                                                                           | 27,180 | Innesto con la SS 716 a Pistoia - San Marcello Pistoiese (SS 12) | 1928-2001 2018-      | Toscana                                                         |
|             | Tosco Romagnola                                                                     | 77,870 | 1º tronco: Cascina - Pontedera - Empoli - Firenze - Innesto con la SS 67 var (km 0+000) presso Ellera | 1928-                | Toscana, Emilia-Romagna                                         |
| 139,077     | Tosco Romagnola                                                                     | 2º tronco: Innesto con la SS 67 var (km 0+800) presso Ellera - Pontassieve - Passo del Muraglione - Rocca San Casciano - Forlì - Variante di Ravenna - Marina di Ravenna                                                             | | 1928-                | Toscana, Emilia-Romagna                                         |
|             | Variante di Ellera                                                                  | 0,800 | Innesto con la SS 67 (km 92+670) presso Ellera - Innesto con la SS 67 (km 93+300) presso Ellera | 2013-                | Toscana                                                         |
|             | Tosco Romagnola                                                                     | 19,700 | Innesto con la SS 67 a Fornacette - Innesto con la SS 1 a Stagno | 1931-                | Toscana                                                         |
|             | di Val Cecina                                                                       | 67,005 | Fine del centro abitato di Cecina - Innesto con RA 3 a Poggibonsi | 1928-2001 2018-      | Toscana                                                         |
|             | di Val d'Arno                                                                       | 66,331 | Innesto con la SS 67 presso Pontassieve - San Giovanni Valdarno - Innesto con la SS 71 ad Arezzo | 1928-2001            | Toscana                                                         |
|             | della Consuma                                                                       | 39,410 | Innesto con la SS 69 presso Pontassieve - Valico della Consuma - Innesto con la SS 71 presso Bibbiena | 1928-2001            | Toscana                                                         |
|             | Umbro Casentinese Romagnola                                                         | 15,565 | Confine con la regione Lazio - Inizio centro abitato di Orvieto | 1928-2002 2018-      | Umbria, Toscana                                                 |
| 81,521      | Umbro Casentinese Romagnola                                                         | Fine centro abitato di Orvieto - Svincolo con l'RA6 (Svincolo dir. Bettolle) | | 1928-2002 2018-      | Umbria, Toscana                                                 |
|             | Umbro Casentinese Romagnola                                                         | 13,372 | Cesena - Innesto con la SS 16 presso Cervia | 1961-2001            | Emilia-Romagna                                                  |
|             | di San Marino                                                                       | 10,654 | Innesto con la SS 16 a Rimini - Confine di Stato con la Repubblica di San Marino | 1928-                | Emilia-Romagna                                                  |
|             | Senese Aretina                                                                      | 50,413 | 1º tronco: Innesto con la SS 715 presso Colonna del Grillo Innesto con la SS 73 var (km 150+900) presso Palazzo del Pero | 1928-                | Toscana                                                         |
| 11,052      | Senese Aretina                                                                      | 2º tronco: Innesto con la SS 73 var presso Le Ville - Innesto con la SS 3 bis presso Sansepolcro | | 1928-                | Toscana                                                         |
|             | Senese Aretina                                                                      | 12,300 | Innesto con la SS 73 presso Palazzo del Pero - Innesto con la SS 73 presso Le Ville | 2013-                | Toscana                                                         |
|             | di Bocca Trabaria                                                                   | 68,940 | 1º tronco: Innesto con la SS 3 bis allo svincolo di San Giustino - Urbino - Innesto con la SS 73 bis/var (km 0+000) in località Le Conce | 1938-                | Umbria, Marche                                                  |
| 39,290      | di Bocca Trabaria                                                                   | 2º tronco: Innesto con la SS 73 bis/var (km 3+050) in località Bivio Borzaga - Calmazzo - Innesto con l'A14 presso Fano | | 1938-                | Umbria, Marche                                                  |
|             | di Urbino                                                                           | 3,050 | Innesto con la SS 73 bis (km 68+940) in località Le Conce - Innesto con la SS 73 bis (km 72+280) in località Bivio Borzaga | 2009-                | Marche                                                          |
|             | Maremmana                                                                           | 13,847 | Innesto con la SS 2 - Innesto con la SS 71 (km 16+650) | 1928-2002 2018-      | Lazio, Umbria                                                   |
|             | Centrale Umbra                                                                      | 25,480 | Innesto con la SS 3 bis a Ponte San Giovanni - Bastia - Innesto con la SS 3 a Foligno | 1928-                | Umbria                                                          |
|             | del Trasimeno                                                                       | 52,522 | Innesto con la SS 3 bis a Ponte San Giovanni - Perugia - Passignano sul Trasimeno - Innesto con la SS 71 al Bivio Riccio | 1938-2001            | Umbria, Toscana                                                 |
|             | del Trasimeno                                                                       | 3,000 | Innesto con la SS 75 bis in località Punta Bella - Innesto con la SS 71 presso Borghetto di Tuoro | 1962-2001            | Umbria                                                          |
|             | della Val d'Esino                                                                   | 74,444 | Innesto con la SS 318 presso Osteria del Gatto - Svincolo per Fabriano - Svincolo per Jesi - Innesto con la SS 16 presso Falconara Alta | 1928-                | Umbria, Marche                                                  |
|             | dell'Aeroporto Raffaello Sanzio                                                     | 1,691 | Innesto con la SS 76 presso Castelferretti - Aeroporto Raffaello Sanzio presso Falconara Marittima | 2004-                | Marche                                                          |
|             | della Val di Chienti                                                                | 17,431 | Innesto con la SS 77 var presso Sfercia - Svincolo di Macerata - Innesto con la SS 16 presso Civitanova Marche | 1928-                | Marche                                                          |
|             | della Val di Chienti già Pontelatrave-Sfercia                                       | 40,929 | Innesto con la SS 3 (km 151+000) - Sfercia | 2010-                | Umbria, Marche                                                  |
|             | della Val di Chienti                                                                | 10,730 | 1º tronco: Innesto rampa uscita zona industriale di Tolentino - Innesto con la ex SS 78 a Sforzacosta - Inizio centro abitato di Macerata | 2018-                | Marche                                                          |
| 3,638       | della Val di Chienti                                                                | 2º tronco: Fine centro abitato di Macerata - Innesto con la SS 77 dir var presso Villa Potenza | | 2018-                | Marche                                                          |
| 28,836      | della Val di Chienti                                                                | 3º tronco: Innesto con la SS 77 dir var presso Villa Potenza - Innesto con la ex SS 571 presso San Leopardo - Innesto con la SS 16                                                                                                   | | 2018-                | Marche                                                          |
|             | Variante di Villa Potenza                                                           | 2,680 | Innesto con la SS 77 dir (km 94+848) rotatoria lato Macerata - Innesto con la SS 77 dir (km 96+695) rotatoria lato Montecassiano | 2018-                | Marche                                                          |
|             | Picena                                                                              | 59,215 | Innesto con la SS 77 dir (km 83+540) in località Sforzacosta - Innesto con la SS 4 (km 171+450) in località Taverna Piccinini | 1928-2001 2018-      | Marche                                                          |
|             | Ternana                                                                             | 21,232 | Innesto con la SS 4 a Rieti - Piè di Moggio - Innesto a rotatoria con la SS 79 bis presso fiume Velino | 1928-                | Lazio, Umbria                                                   |
|             | Orvietana                                                                           | 46,448 | Innesto con la SS 71 presso Orvieto - Innesto con la SS 3 bis presso Todi | 1938-2001            | Umbria                                                          |
|             | Ternana                                                                             | 7,968 | Svincolo di Terni Est con la SS 675 - Svincolo con la SP 209 - Innesto a rotatoria con la SS 79 presso il fiume Velino | 2011-                | Umbria                                                          |
|             | del Gran Sasso d'Italia                                                             | 82,500 | 1º tronco: L'Aquila - Teramo | 1928-                | Abruzzo                                                         |
| 5,558       | del Gran Sasso d'Italia                                                             | 2º tronco: Mosciano Sant'Angelo - Giulianova | | 1928-                | Abruzzo                                                         |
|             | Variante di Teramo                                                                  | 5,526 | Rotatoria con la SS 80 (km 72+000) in località La Cona - Svincolo di Teramo centro - Svincolo di Teramo Ovest con l'A24 | 2011-                | Abruzzo                                                         |
|             | del Gran Sasso d'Italia                                                             | 5,542 | Innesto con la SS 80 presso ponte Cermone - Innesto con la SS 17 presso il bivio per Scoppito | 1953-2001 2018-      | Abruzzo                                                         |
|             | di Teramo                                                                           | 17,341 | Svincolo con l'A24 presso Teramo - Svincolo di Bellante - Svincolo di Castellalto - Svincolo con l'A14 presso Mosciano Sant'Angelo | 1999-                | Abruzzo                                                         |
|             | Piceno Aprutina                                                                     | 182,610 | Ascoli Piceno (fine centro abitato) - Teramo - Penne - Chieti - Svincolo di Fara Filiorum Petri - Innesto con la SS 84 presso Casoli | 1928-                | Abruzzo                                                         |
|             | Piceno Aprutina                                                                     | 4,000 | Innesto con la SS 81 presso San Martino sulla Marrucina - Comino | 1987-2001            | Abruzzo                                                         |
|             | della Valle del Liri                                                                | 126,836 | Innesto con la SS 5 in Avezzano - Sora - Tratto Arce-Ceprano in comune con la SS 6 - Innesto con la SS 7 a Itri | 1928-2002            | Abruzzo, Lazio                                                  |
|             | Marsicana                                                                           | 81,000 | Innesto con la SS 5 presso Cerchio - Gioia dei Marsi - Alfedena - Innesto con la SS 17 a Ponte Zittola | 1928-                | Abruzzo                                                         |
|             | Frentana                                                                            | 90,340 | Innesto con la SS 17 presso Roccaraso - Casoli - Selva di Altino - Lanciano - Innesto con la SS 16 presso San Vito Chietino | 1928-                | Abruzzo                                                         |
|             | Venafrana                                                                           | 16,050 | 1º tronco: Innesto con la SS 6 presso la stazione di Caianello - Innesto con la SS 85 var presso Venafro | 1928-                | Campania, Molise                                                |
| 26,720      | Venafrana                                                                           | 2º tronco: Innesto con la SS 85 var presso Venafro - Svincolo con la SS 17 presso Isernia | | 1928-                | Campania, Molise                                                |
|             | Variante di Venafro                                                                 | 8,350 | Innesto con la SS 85 (km 16+050) - Innesto con la SS 85 (km 27+500) | 2009-                | Molise                                                          |
|             | Istonia                                                                             | 140,040 | Innesto con la SS 17 presso Forlì del Sannio - Carovilli - Agnone - Cupello - Vasto - Stazione di Vasto Marina | 1928-2001            | Molise, Abruzzo                                                 |
|             | Sannitica                                                                           | 90,727 | 1º tronco: Innesto con la SS 372 presso Masseria Olivola - Svincolo di Guardiaregia con la SS 17 - Campobasso - Innesto con la SS 87 var | 1928-                | Campania, Molise                                                |
| 42,688      | Sannitica                                                                           | 2º tronco: Innesto con la SS 87 var - Larino - Innesto con la SS 16 presso Termoli | | 1928-                | Campania, Molise                                                |
|             | Falcionina                                                                          | 7,871 | Innesto con la SS 87 (km 169+300) in corrispondenza del bivio per la SP 166 per Bonefro - Innesto con la SS 87 (km 178+500) in localita Convento S. Onofrio | 2019-                | Molise                                                          |
|             | dei Due Principati                                                                  | 22,600 | Innesto con la SS 372 presso Benevento - Innesto con la SS 87 in località Santa Maria | 1928-2004            | Campania                                                        |
|             | di Montevergine                                                                     | 17,700 | Innesto con la SS 7 bis - Mercogliano - Ospedaletto - Santuario di Montevergine | 1949-1962            | Campania                                                        |
|             | Garganica                                                                           | 61,500 | 1º tronco: San Severo (fine centro abitato) - San Nicandro - Innesto con la SS 693 | 1928-                | Puglia                                                          |
| 123,580     | Garganica                                                                           | 2º tronco: Innesto con la SP 144 - Bivio per Vieste - Foggia | | 1928-                | Puglia                                                          |
|             | Garganica                                                                           | 1,940 | Innesto con la SS 89 al bivio per Vieste - Porto di Vieste | ?-2001               | Puglia                                                          |
|             | Garganica                                                                           | 11,832 | Innesto con la SS 89 in località La Cavola - Innesto con la SS 272 a Monte Sant'Angelo | 1959-                | Puglia                                                          |
|             | delle Puglie                                                                        | 81,000 | Innesto con la SS 7 presso Calore (Venticano) - Grottaminarda - Ariano Irpino - Foggia | 1928-                | Campania, Puglia                                                |
|             | delle Puglie                                                                        | 45,300 | Innesto con la SS 372 presso Benevento Est - Buonalbergo - Innesto con la SS 90 presso la stazione ferroviaria di Savignano-Greci | ?-                   | Campania                                                        |
|             | delle Puglie                                                                        | 5,150 | Innesto con la SS 90 a Grignano - Innesto con la ex SS 91 presso Doganelle | 2004-                | Campania                                                        |
|             | variante di Grottaminarda                                                           | 5,738 | Innesto con la SS 90 in località Fontana del Re - Innesto a rotatoria con la ex SS 91 in località Bivio di Struno | 2016-                | Campania                                                        |
|             | della Valle del Sele                                                                | 20,845 | Innesto con la SS 691 a Terme Forlenza - Innesto con la SS 19 presso Eboli | 1928-                | Campania                                                        |
|             | della Valle del Sele                                                                | 1,400 | Innesto con la SS 91 (km 108+790) - Svincolo di Contursi Ovest con la SS 691 | ?-2004 2011-         | Campania                                                        |
|             | Irpina                                                                              | 36,540 | Innesto con la SS 90 all'altezza della stazione ferroviaria di Savignano-Greci presso Savignano Irpino - Casello di Vallata dell'A16 - Innesto con la SS 91 presso Vallata                                                                                         | 1971-2001            | Campania, Puglia                                                |
|             | Diramazione Irpina                                                                  | 29,500 | Innesto con la SS 91 bis presso Monteleone di Puglia - Accadia - Deliceto - Innesto con la SS 161 presso Ponte Radogna | 1971-2001            | Puglia                                                          |
|             | dell'Appenino Meridionale                                                           | 95,155 | 1º tronco: Potenza (fine centro abitato) - Laurenzana - Corleto Perticara - Svincolo di Aliano con la SS 598 | 1928-                | Basilicata                                                      |
| 15,800      | dell'Appenino Meridionale                                                           | 2º tronco: Innesto con la SS 598 presso Masseria San Vito - Innesto con la SS 653 presso Masseria Barletta | | 1928-                | Basilicata                                                      |
| 0,917       | dell'Appenino Meridionale                                                           | 3º tronco: Innesto con la SP ex SS 92 (km 153+804) - Innesto con la SS 481 | | 1928-                | Basilicata                                                      |
|             | Collegamento SS 598 Fondo Valle Agri - SS 653 della Valle del Sinni                 | 10,000 | Innesto con la SS 92 presso l'invaso di Monte Cotugno - Innesto con la SS 653 presso Masseria Barletta | ?-2001               | Basilicata                                                      |
|             | Appulo-Lucana                                                                       | 72,153 | Innesto con la SS 16 presso Barletta - Canosa - Bivio per Melfi - Innesto con la SS 658 presso Barile | 1928-                | Puglia, Basilicata                                              |
|             | del Varco di Pietrastretta                                                          | 0,620 | Svincolo di Balvano del RA 5 - Innesto con la SS 94 dir presso il Valico del Marmo | 1928-                | Basilicata                                                      |
|             | del Varco di Pietrastretta                                                          | 11,568 | Innesto con la SS 94 presso il Valico del Marmo - Innesto con la SS 7 presso lo scalo di Baragiano | ?-                   | Basilicata                                                      |
|             | di Brienza                                                                          | 1,050 | 1º tronco: Svincolo di Tito Scalo con l'RA5 (km 37+270) - Innesto con la SS 95 var presso Tito Scalo (km 0+000) | 1928-                | Basilicata, Campania                                            |
| 3,190       | di Brienza                                                                          | 2º tronco: Innesto con la SS 95 var presso località Santa Lucia di Brienza (km 15+788) - Innesto con la SS 276 (km 0+000) presso Brienza                                                                                             | | 1928-                | Basilicata, Campania                                            |
|             | Variante Tito-Brienza                                                               | 15,788 | Innesto con la SS 95 presso Tito Scalo - Innesto con la SS 95 (km 27+644) in località Santa Lucia di Brienza | 2011-                | Basilicata                                                      |
|             | Barese                                                                              | 64,100 | Innesto con la SS 96 bis presso fermata Basentello - Gravina - Altamura - Bari (inizio centro abitato) | 1928-                | Puglia                                                          |
|             | Barese                                                                              | 27,900 | Innesto con la SS 169 (km 28+890) presso Oppido Lucano - Taccone - Innesto con la SS 96 (km 57+300) presso la fermata Basentello | 1965-                | Basilicata, Puglia                                              |
|             | delle Murge                                                                         | 68,089 | Innesto con la SS 98 presso Canosa - Spinazzola - Innesto con la SS 96 a Gravina | 1928-2001            | Puglia                                                          |
|             | Andriese-Coratina                                                                   | 81,658 | Innesto con la SS 16 presso Cerignola - Canosa - Andria - Corato - Innesto con la SS 96 presso Modugno | 1928-2001            | Puglia                                                          |
|             | di Matera                                                                           | 14,710 | Altamura (fine centro abitato) - Innesto con la SS 7 presso Matera | 1928-                | Puglia, Basilicata                                              |